# Milagros Díaz
Milagros Díaz (La Plata, Provincia de Buenos Aires, Argentina; 12 de enero de 2000) es una futbolista argentina. Juega de mediocampista defensiva en River Plate de la Primera División Femenina de Argentina.

## Trayectoria

### Villa San Carlos
Luego de una prueba con las Villeras, pasa a formar parte del equipo. Consiguió ser campeona de la Primera B 2016 y regresar a primera tras un breve paso de La Villa por la segunda categoría.

### Gimnasia y Esgrima de La Plata
Díaz se sumó al fútbol femenino del Lobo a mediados de 2018 para competir en la segunda división. Con 19 años ya la capitana del equipo, consiguió el ascenso a primera siendo campeona de la Primera División B 2018-19 a falta de dos fechas para el final. Con el tripero disputó 75 encuentros y convirtió 32 goles, además de ser la primera futbolista profesional del club y convertir el primer gol de Gimnasia en la primera categoría del profesionalismo.

### River Plate
El 4 de agosto de 2022 fue oficializada como nueva incorporación del millonario. Su debut se produjo el 6 de agosto de ese mismo año por la fecha 24 del torneo de Primera División 2022, en lugar de Justina Morcillo a los 49 minutos del complemento en la victoria 2 a 1 de su equipo ante S.A.T. El 12 de noviembre de 2022 se consagró campeona de la Copa Federal 2022, jugando de titular ante Belgrano.

## Estadísticas

### Clubes
| Club                    | País      | Año             |
| ----------------------- | --------- | --------------- |
| Villa San Carlos        | Argentina | 2017 - 2018     |
| Gimnasia y Esgrima (LP) | Argentina | 2018 - 2022     |
| River Plate             | Argentina | 2022 - presente |

## Palmarés

### Títulos nacionales
| Título                                              | Club                    | País      | Año  |
| --------------------------------------------------- | ----------------------- | --------- | ---- |
| Campeonato de Fútbol Femenino de Primera División B | Villa San Carlos        | Argentina | 2016 |
| Campeonato de Fútbol Femenino de Primera División B | Gimnasia y Esgrima (LP) | Argentina | 2019 |
| Copa Federal de Fútbol Femenino 2022                | River Plate             | Argentina | 2022 |

## Selección nacional
En el año 2017 mientras era jugadora de Villa San Carlos fue convocada por primera vez a la selección nacional por el entonces director técnico Carlos Borello. De forma oficial disputó el Sudamericano Femenino sub-20 de Ecuador y Argentina 2020 además de los Juegos Suramericanos de 2018. Su debut en la selección mayor fue en el Torneo Internacional de Fútbol Femenino UBER 2019 de carácter amistoso, ingresando a los 37 minutos del segundo tiempo, en el partido ante Costa Rica.